# Nagode
Nagode je priimek več znanih Slovencev:
- Aleš Nagode (*1967), muzikolog, univ. prof.
- Aleš Nagode (*1975), materiali
- Andrej Nagode, filmski montažer
- Črtomir Nagode (1903—1947), gradbenik, geolog in politik, žrtev političnega procesa
- Gregor (Grega) Nagode, gorski kolesar
- Janez Nagode, župan Logatca
- Jože Nagode (1926—1974), generalmajor JLA
- Marko Nagode (*1967), strojnik, univ. prof.
- Miha Nagode, pianist
- Miran Nagode, jamar
- Rok (Kajzer) Nagode (*1992), filmski snemalec, direktor fotografije
- Tilen Nagode (*1996), nogometaš
- Tomaž Nagode (*1945), mag. glasbe, župnik, častni kanonik